# Litoria corbeni
Litoria corbeni är en groddjursart som först beskrevs av Wells och Cliff Ross Wellington 1985.  Litoria corbeni ingår i släktet Litoria och familjen lövgrodor. Inga underarter finns listade i Catalogue of Life.